# Sokol Cikalleshi
Sokol Cikalleshi (født 27. juli 1990 i Kavajë, Albanien) er en albansk fodboldspiller, der spiller for FK Kukësi i Albanien. Cikalleshi spiller primært som offensiv midtbanespiller, men kan også bruges som en højre kantspiller eller helt i front som angriber.

## International karriere
Den 31. maj 2014 fik Cikalleshi sin debut for Albaniens landshold, da Albanien tabte 1-0 til Rumænien. Han startede på banen, men blev i 46' minut udskiftet.